# Бренчук Олексій Іванович

О. І. Бренчук

Бренчук Олексій Іванович (*1928, с. Залізниця Любешівського району Волинської області — † 2 квітня 2012, Рудка-Козинська Рожищенського району Волинської області — український історик, педагог, краєзнавець. Відмінник народної освіти УРСР.
Народився 1928 року у селі Залізниця (на хуторі Медведичі).
З 1964 року – директор Залізницької школи. Директорував 13 ? років.
Один із зачинателів музейної справи на Волині. Ініціатор і активний учасник створення Лобненського музею партизанської слави, який був урочисто відкритий у 1971 році. Був першим його директором на громадських засадах.
Пропонував створити історико-краєзнавчий музей у Любешові, але його не підтримала районна влада.
Віднайшов дату першої писемної згадки про смт Любешів.

## Відзнаки
- Відмінник освіти УРСР.
- Перший лауреат Любешівської районної літературної премії імені Лілії Карастоянової.

## Ушанування пам'яті
У 2015 році в селі Лобна відкрито меморіальну дошку Олексію Івановичу Бренчуку. Ініціатор її створення і меценат – учень Олексія Івановича, депутат Київради Микола Швирид. А допоміг втілити ідею Анатолій Черевко, колишній учитель історії місцевої школи та колега О. І. Бренчука.

### Публіцистика О. Бренчука
- Крізь бурі і грози (до 500-річчя Любешова). Газ. Нове життя, 15 грудня 1983 р., с. 2.
- Назви м. Любешова на Волині та навколишніх сіл в історичних джерелах. — «Ономастика», К., Наукова думка, 1966 р., с. 52 — 55.
- Фольклористи з поліських сіл //Фольклор і етнографія 1968.
- Містечко над Стоходом. Газ. Нове життя, 25 червня 1983 р., с. 3.
- Священна земля Лісограда. Газ. Нове життя, 19 липня 1984 р., с. 3, 4.
- Політрук застави (Про Петра Артамонова), Нове життя, 21 березня 1985 р., с. 2.
- Дорогою безсмертя. Нове життя, 30 березня 1985 р., с. 2.
- Вулиця Павлова. Газ. Нове життя, 6 грудня 1986 р., с. 3.
- Боєць ленінської партії. (Про діяча партизанського руху в Україні, Героя Соціалістичної праці Мусієнка Г. А., Газ. Нове життя, 23 грудня 1986 р., с. 3.
- Ветеран, журналіст, поет. (Про Крехова Б. П.). Газ. Нове життя, 20 травня 1988 р., с. 3.
- Комплексне використання краєзнавчого матеріалу в навчально-виховній роботі / О. І. Бренчук // Минуле і сучасне Волині: тези доп. та повідомл. ІІІ Волин. іст.-краєзн. конф. — Луцьк, 1989. — С. 200—201.
- Історичне краєзнавство в сільській школі // V Всеукраїнська конференція «Розвиток історичного краєзнавства в контексті національного і культурного відродження України»: тези доп. та повідомл. — К.; Кам'янець-Подільський, 1991. — С. 415—416.
- Краєзнавець-ентузіаст В. М. Кмецинський / О. Бренчук // Минуле і сучасне Волині: історичні постаті краю: тези доповідей та повідомлень V Волинської іст.-краєзн. конф. — Луцьк, 1991. — С. 17–18.
- Знову марні сподівання. Газ. [Нове життя (газета, Любешів)|Нове життя] 4 липня 1992 р., с. 2.
- Малоглушанська святиня / О. Бренчук // Нове життя. — 1992. — 19 серп.
- Позакласна історико-краєзнавча робота в школі / О.Бренчук // Шоста Всеукраїнська конференція з історичного краєзнавства. — Луцьк, 1993. — С. 356.
- Джерела з історії Любешівського району ХІХ — початку XX століття / О.Бренчук // Минуле і сучасне Волині: проблеми джерелознавства: тези доп. і повідомл. VII Волин. іст.-краєзн. конф. — Луцьк, 1994. — С. 88–91.
- Любешів в останні воєнні та перші повоєнні роки (1944—1949) / О. І. Бренчук // Волинь у Другій світовій війні та перші повоєнні роки: матеріали наук. іст.-краєзн. конф., присвяч. 50-й річниці Перемоги над фашизмом. — Луцьк, 1995. — С. 14–15.
- З історії містечка Любешова в XV—XVIII століттях / О.Бренчук // Минуле і сучасне Волині: літописні міста і середньовічна культура: матеріали VIII Волин. обл. іст.-краєзн. конф. — Луцьк, 1998. — С. 70–71.

- Село Залізниця у XVII—XIX ст. / О.Бренчук // Минуле і сучасне Волині: Олександр Цинкаловський і край: матеріали ІХ наук. іст.-краєзн. конф. — Луцьк, 1998. — С. 245.

- З історії міста Рожище (ХІІ–ХІХ ст.) // Історія України: маловідомі імена, події, факти: (зб. статей). — К., 1999. — Вип. 7. — С. 362—365.

- Місцеві географічні назви — важливі історичні джерела; Найголовніші джерела з історії населених пунктів Північного Полісся (XIV — перша половина XX ст.) / О.Бренчук // Минуле і сучасне Волині й Полісся: край на межі тисячоліть: матеріали Х наук. іст.-краєзн. конф., яка відбулася у Старому Чорторийську, Маневичах, Четвертні та Нововолинську в 2000—2002 рр. — Луцьк, 2002. — С. 193.

- Про місцеві назви села Залізниця. Газ. Нове життя. — 2002. — 2 квіт.

- З іменем краєзнавця Богуна / О.Бренчук // Луцьк. замок. — 2002. — 1 серп.

- «Хто писатиме за нас власну історію?», Газ. Волинь. — 2002. — 6 серп.

- Село Рудка-Козинська / О.Бренчук // Минуле і сучасне Волині та Полісся: Ковель і ковельчани в історії України та Волині: матеріали ХІІ Всеукр. наук. іст.-краєзн. конф., присвяч. 12-й річниці Незалежності України і 485-й річниці надання Ковелю Магдебурзького права. — Луцьк, 2003. — Ч. 2. — С. 12.

- Ковель: минуле і сучасне / О.Бренчук // Луцьк. замок. — 2003. — 13 листоп.

- І мене непокоять любешівські проблеми. Газ. Волинь, 9 грудня 2003 р.

- Поліський літописець // Нове життя. — 2004. — 12 черв.

- Їхали козаки / О.Бренчук // Луцьк. замок. — 2005. — 3 лют.

- Необхідна справжня історія / О.Бренчук // Луцьк. замок. — 2005. — 31 берез. — С. 3.

- Краєзнавець з Пінська цікавиться Луцьком / О.Бренчук // Луцьк. замок. — 2005. — 27 жовт. — С. 12.

- Бережімо рідну мову / О.Бренчук // Луцький замок. — 2006. — 2 лют. — С. 13.

- Минуле чекає нових оцінок. Газ. Волинь, 24 червня 2008 р.  [Архівовано 5 березня 2016 у Wayback Machine.]

### Про Олексія Бренчука
- Неймарк К. Покликання. Газ. Нове життя, 29 січня 1985 р., с. 2.

- Черняк М. Давнє пожарище обпікає душу. Газ. Волинь. 31 січня 2003.

- Гарбарчук К. «Менше взводу не дадуть, далі мами не пошлють»: волинянин Олексій Бренчук служив у містечку з дивною назвою – Мама. Газ. Вісник, 6 лютого 2003 р.

- Визнання: Олексій Бренчук – один із зачинателів музейної справи на Волині. Газ. Волинь, 7 серпня 2003 р.

- Малімон Н. Партизани з Лобни ще не вийшли... Газ. День, 19 вересня 2003 р.

- Дорога до Лісограда: захотілось краєзнавцю поїхати в партизанську столицю. Газ. Волинь, 8 квітня 2004 р.

- Поліський літописець. Газ. Нове життя. 12 червня 2004.

- Кравчук П. А. Книга рекордів Волині. — Луцьк : Волинська обласна друкарня ; Любешів : Ерудит, 2005. — 304 с. — ISBN 966-361-079-4.. – Про Любешів, с. 15.

- Алексєєв В. «Бандерівець» возив радянську пошту. Газ. Волинські губернські відомості, 10 серпня 2006 р., с. 9.

- Кравчук П. А. Прикрий факт. Газ. «Нове життя», 22 вересня 2012 р., с. 7.